# Du Bala
Eduardo Roberto dos Santos, conosciuto con il nome Du Bala (Campinas, 2 febbraio 1981), è un ex calciatore brasiliano, di ruolo attaccante.

## Palmarès

### Club

#### Competizioni statali
- Campionato Baiano: 1

Vitória: 2004